# Posti Bay 61
Die bayerischen Posti Bay 61 (nach DR-Gattungskonventionen) waren zweiachsige Postwagen, welche zur ersten Generation von reinen Postwagen der ehem. B.O.B. gehörten (B.O.B. Plan M1). Sie wurden im Wagenverzeichnis der B.O.B. von 1871 unter der Blatt-Nr. 38 geführt.

## Geschichte
--> Zur Geschichte siehe die einleitenden Worte in der Liste der Bayerischen Personenwagen

## Entwicklung
Da es zwischen den staatlichen Dienststellen und der Verwaltung der B.O.B. zu einem mehrere Jahre andauernden Streit über das Thema Kosten bzw. Kostenerstattung für den Postdienst kam, wurden erst nach 1861 reine Postwagen gebaut und geliefert. Bis dahin wurden in den Gepäckwagen die Dienstabteile mit verschließbaren Postfächern ausgestattet. Diese reinen Postwagen hatten bei der B.O.B. das Gattungszeichen M (Malle = franz. Post).

## Beschaffung
Am 14. Januar 1861 wurde mit der Fa. Klett ein Vertrag über die Lieferung von insgesamt 18 Wagen abgeschlossen. Die bei der B.O.B. unter den Nummern M 1 – M 6 eingereihten Wagen waren ohne Bremse. Die übrigen zwölf Wagen – Mbr 7 – Mbr 18, geliefert in den Jahren 1861–1862 – besaßen ein Bremserhaus in der Bauart der B.O.B., welches zwar im Wagenkasten integriert aber auch von außen zugänglich war.
Von diesen gebremsten Wagen wurden in den Jahren um 1890 insgesamt sechs Wagen umgebaut für die Nutzung im Secundärbahnbetrieb. Das Bremserabteil wurde zurückgebaut und die Wagen erhielten stattdessen eine Bremserbühne mit Übergangsblech. An der der Bremserbühne gegenüberliegenden Stirnwand wurde eine Tür mit Übergangsblech für die Personale eingebaut.

## Verbleib
Im Wagenstandsverzeichnis vom 1913 waren alle 6 Wagen noch im Bestand. Der weitere Verbleib ist nicht geklärt.

## Konstruktive Merkmale

### Untergestell
Der Rahmen der Wagen hatte noch eine Mischbauform aus Holz und Eisen. Die äußeren Längsträger waren aus Eisen und hatten eine Doppel-T-Form. Die übrigen Querträger und auch die Pufferbohlen waren aus Holz. Als Zugeinrichtung hatten die Wagen Schraubenkupplungen mit Sicherheitshaken nach VDEV, die Zugstange war durchgehend und mittig gefedert. Als Stoßeinrichtung besaßen die Wagen Stangenpuffer in der Bauform für die B.O.B., die Pufferteller hatten einen Durchmesser von 370 mm.

### Laufwerk
Die Wagen hatten genietete Fachwerkachshalter aus Flacheisen der kurzen, geraden Bauform. Gelagert waren die Achsen in geteilten Gleitachslagern. Die Räder hatten Speichenradkörper der Form 24 und einen Raddurchmesser von 1.027 mm. Die Federung bestand aus einer neunlagigen Feder von 1.750 mm mit einem Querschnitt von 93 × 13 mm, die mit einfachen Laschen in den Federböcken befestigt waren.
Die Handbremsen auf der einseitigen Übergangsplattform wirkten auf alle Räder beidseitig. Dabei hatten die Wagen die alte Bauform der bayerischen Bremsgestänge mit mittigem Umlenkhebel.

### Wagenkasten
Das Wagenkastengerippe bestand aus einem hölzernen Ständerwerk. Es war außen mit Blech und innen mit Holz verkleidet. Die Seitenwände waren an den Unterseiten leicht eingezogen. Die Wagen besaßen ein flach gewölbtes Dach, welches über die Seitenwände hinaus ragte. Alle Wagen hatten alle durchgehende, seitliche Laufbretter und Haltestangen.

### Ausstattung
Der Innenraum war durch eine Zwischenwand in zwei etwa gleich große Hälften unterteilt. Auf der Seite der Übergangsbühne bzw. des Bremserstandes befand sich der Packraum, auf der gegenüberliegenden Seite der Briefsortierraum. Da die Wagen auf Sekundärbahnen eingesetzt wurden, besaßen sie auf der Seite des Briefsortierraumes in der Mitte der Stirnwand eine Türe für die „Intercommunication“. Diese wurde bei den Wagen 15 140 und 15 142 bis 15 145 um 1890 wieder rückgebaut und die Übergangsbrücke entfernt. Zu diesem Zeitpunkt wurden bei diesen Wagen auch die Zwischenwände herausgenommen.
Zur Beheizung verfügten die Wagen über eine Ofenheizung. Als Sekundärbahn-Wagen waren alle mit einer Leitung für die Dampfheizung ausgestattet. Die Beleuchtung erfolgte durch Öl-Lampen.

## Skizzen, Musterblätter, Fotos

Ansicht zu Blatt 38 aus B.O.B. WV von 1872
Ansicht zu Blatt 51 aus B.O.B. WV von 1875
Ansicht zu Blatt 34 aus Bayer. WV von 1879
Ansicht zu Blatt 98 aus Bayer. WV von 1891
Ansicht zu Blatt 115 aus Bayer. WV von 1897
WV 1913, Skizze Blatt 188 zu Posti Bay 61

## Wagennummern
Die Daten sind im Wesentlichen den Wagenpark-Verzeichnissen der Kgl.Bayer.Staatseisenbahnen, aufgestellt nach dem Stande vom 1. Juli 1879, dem 31. März 1897, dem 31. März 1913 sowie dem Artikel von A. Mühl im Lok Magazin 102 entnommen.
| 1862 | Klett | 6 | 7  | 6 407 | 18 270 | 18 270 | 15 140 | 15 140 | 15 140 |  | <1930 | 2 | 3.790 | 7.646 | Brh, (Pl) | E,H | P | O,Dl | 1 | 1 | 1 |                     | 1 |  | Übergang entfernt |
| 1862 | Klett | 6 | 8  | 6 408 | 18 271 | 18 271 | 15 141 | 15 141 | 15 141 |  | <1930 | 2 | 3.790 | 7.646 | Brh, (Pl) | E,H | P | O,Dl | 1 | 1 | 1 |                     | 1 |  |                   |
| 1862 | Klett | 6 | 12 | 6 412 | 18 275 | 18 275 | 15 142 | 15 142 | 15 142 |  | <1930 | 2 | 3.790 | 7.646 | Brh, (Pl) | E,H | P | O,Dl | 1 | 1 | 1 |                     | 1 |  |                   |
| 1862 | Klett | 6 | 15 | 6 415 | 18 278 | 18 278 | 15 143 | 15 143 | 15 143 |  | <1930 | 2 | 3.790 | 7.646 | Brh, (Pl) | E,H | P | O,Dl | 1 | 1 | 1 | 1913 Übergang entf. | 1 |  |                   |
| 1862 | Klett | 6 | 16 | 6 416 | 18 279 | 18 279 | 15 144 | 15 144 | 15 144 |  | <1930 | 2 | 3.790 | 7.646 | Brh, (Pl) | E,H | P | O,Dl | 1 | 1 | 1 | 1913 Übergang entf. | 1 |  |                   |
| 1862 | Klett | 6 | 17 | 6 417 | 18 280 | 18 280 | 15 145 | 15 145 | 15 145 |  | <1930 | 2 | 3.790 | 7.646 | Brh, (Pl) | E,H | P | O,Dl | 1 | 1 | 1 | 1913 Übergang entf. | 1 |  |                   |